# Blood of Eden
Singles de Peter Gabriel
Digging in the Dirt
(1992)
Blood of Eden est une chanson interprétée par l'artiste anglais Peter Gabriel, et sortie en 1992. Elle est extraite de l'album Us, avec la participation de Sinéad O'Connor.

## Crédits
- Peter Gabriel – Chant, claviers
- Tony Levin – Basse
- David Rhodes – guitares
- David Bottrill – Programmation

musiciens additionnels
- Daniel Lanois – Hi-hat, chœurs
- Richard Blair – Programmation additionnelle
- Levon Minassian – Duduk
- Sinéad O'Connor – chant
- Shankar – Violon